# VCMG
I VCMG sono un duo musicale inglese di musica elettronica attivo dal 2011, composto da Vince Clarke e Martin Gore, il nome del duo è un acronimo dei loro nomi.
Entrambi hanno già collaborato come membri dei Depeche Mode nell'album Speak & Spell del 1981.

## Storia
Il duo, composto da Vince Clarke (Yazoo, Erasure) e Martin Lee Gore, ha debuttato nel novembre 2011 con un EP intitolato Spock. Nel marzo 2012, per la Mute Records, è stato pubblicato l'album Ssss. Nel corso del 2012 sono usciti altri due EP.

## Formazione
- Vince Clarke
- Martin Gore

## Discografia

### Album in studio
- 2012 – Ssss

### EP
- 2011 – EP 1/Spock
- 2012 – EP 2/Single Blip
- 2012 – EP 3/Aftermaths